# Franciszek Tadeusz Danilewicz

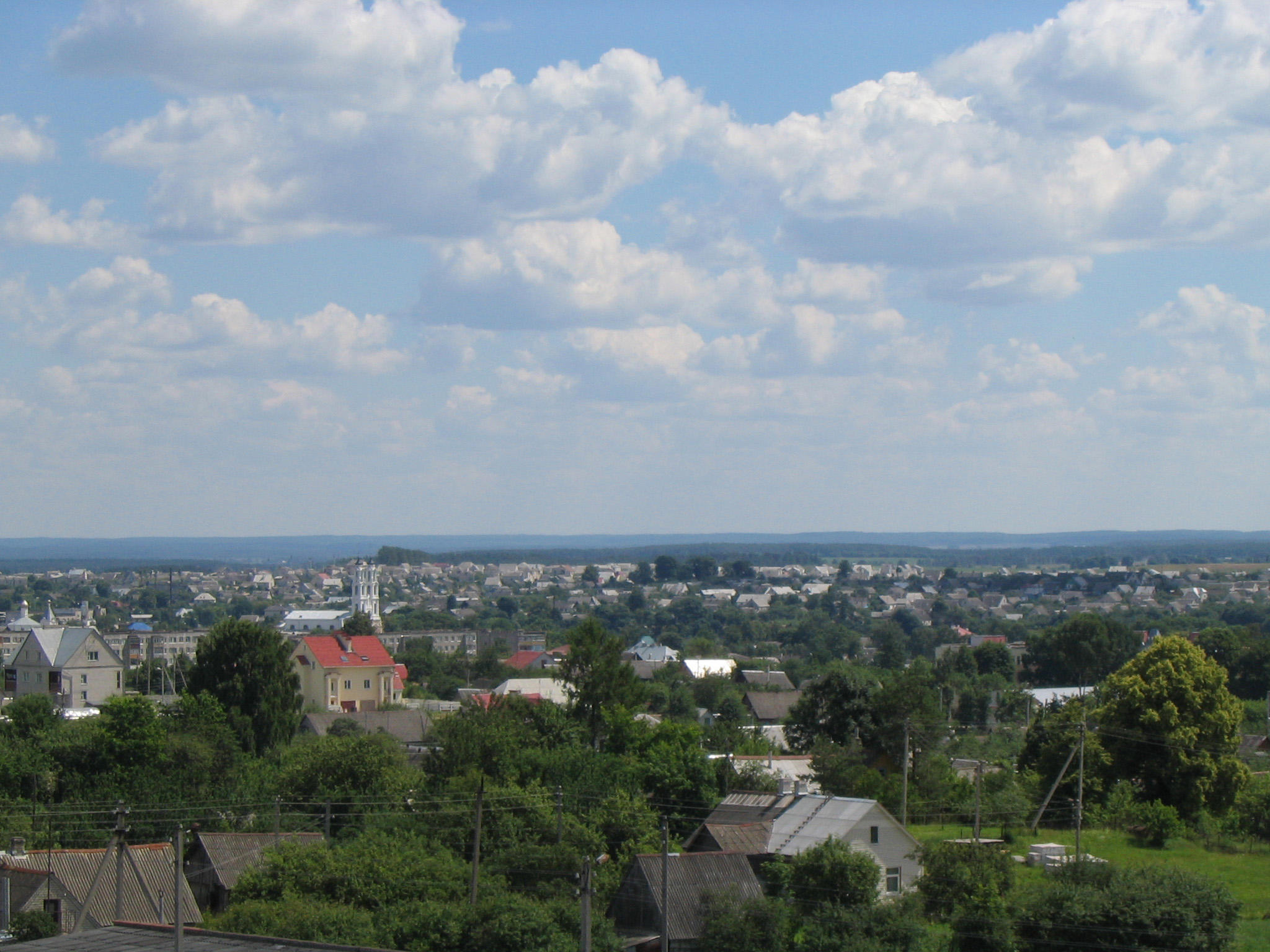
Oszmiana - panorama miasta, stolicy dawnego powiatu oszmiańskiego

Franciszek Tadeusz Danilewicz (Danielewicz) herbu Ostoja (zm. po 1766) – chorąży oszmiański, pułkownik generalny pow. oszmiańskiego wojsk Wielkiego Księstwa Litewskiego.

## Życiorys
Franciszek Tadeusz Danilewicz przyszedł na świat w rodzinie szlacheckiej wywodzącej się z Wielkiego Księstwa Litewskiego, należącej do rodu heraldycznego Ostojów (Mościców). O nim i o jego rodzinie pisał Kasper Niesiecki w Herbarzu polskim. Ojcem Franciszka Tadeusza był Franciszek Stefan Danilewicz, starosta płotelski a matką Anna Nowkuńska. Wybitną postacią był jego dziadek Michał Danilewicz, starosta płotelski.
Franciszek Tadeusz Danilewicz w dniu 16 IV 1764 roku podpisał wraz z synem Michałem w Wilnie akt konfederacji stanów Wielkiego Księstwa Litewskiego. Pełnił wówczas funkcję pułkownika generalnego pow. oszmiańskiego wojsk litewskich. W latach późniejszych Danilewicz pełnił urząd chorążego oszmiańskiego. 
Żoną Franciszek Tadeusz Danilewicza, chorążego oszmiańskiego była Aniela Mirska, z którą miał synów - Adama i Michała, chorążego petyhorskiego i sędziego grodzkiego smoleńskiego. Miał także córkę Jozafatę, małżonkę Jana Pakosza, sędziego grodzkiego smoleńskiego, pisarza grodzkiego i ziemskiego połockiego.